# AVIC AC332
AVIC AC332 – chiński lekki śmigłowiec, będący zdaniem producenta, pierwszym śmigłowcem nowej generacji zbudowanym od podstaw w Chinach oraz w oparciu o chińskie systemy i części.

## Historia
Prace nad nową maszyną ruszyły w 2010 roku. Początkowo zakładano, iż maksymalna masa startowa wynosić będzie 3000 kg. Projekt po kilku latach prac wstrzymano aby ponownie do niego wrócić w 2017 roku, równolegle zwiększając maksymalną masę startową maszyny do 3850 kg. Za realizacje prac projektowych odpowiada podlegająca Aviation Industry Corporation of China (AVIC) firma Tianjin Helicopter. Zaprojektowano lekki śmigłowiec zdolny do przewozu dwóch pilotów i dziesięciu pasażerów ogólnego przeznaczenia. W porównaniu do analogicznych konstrukcji zachodnich producentów, koszt zakupu ma być dużo niższy. Konstrukcja przystosowana jest do operowania w trudnych warunkach terenowych i klimatycznych Chin. Śmigłowiec zdolny jest do startu z lądowisk położonych na wysokości 4500 metrów i lądowania na wysokości 6000 metrów. Może prznosić ładunki o masie do 600 kg na odległość 600 km. Ukończony prototyp został oblatany 7 kwietnia 2023 roku. Lot z przyzakładowego lotniska w Tiencin trwał 15 minut i wykazał, iż maszyna charakteryzuje się dobrymi właściwościami pilotażowymi i manewrowością. Zdaniem producenta, w dniu oblotu dysponował on portfelem zamówień w postaci kontraktów i listu intencyjnego na 24 egzemplarze. Seryjne śmigłowce mają wypełniać misje poszukiwawczo-ratownicze, ratownictwa medycznego, przewozów ludzi i towarów oraz zadania na rzecz służb porządkowych. 
Dwusilnikowy śmigłowiec wyposażony jest w czterołopatowy wirnik główny i otunelowane śmigło ogonowe typu fenestron. Maszyna charakteryzuje się niskim poziomem hałasu i wibracji. Producent podkreśla całkowicie rodzimy rodowód konstrukcji, wykorzystującej jedynie krajowej produkcji podzespoły i układy. Do napędu użyto dwóch, turbowałowych jednostek będących nowymi, chińskimi konstrukcjami. Jednak część źródeł wskazuje, iż do napędu prototypu maszyny, użyto francuskich silników.